# Случевский, Измаил Фёдорович
Измаи́л Фёдорович Случе́вский (17 октября 1903, Тула — 21 июня 1966, Ленинград) — советский врач-психиатр, учёный, доктор медицинских наук (1938), профессор (1943) .Организатор психиатрической службы в Башкирской АССР. Заслуженный врач РСФСР (1944). Заслуженный работник науки Башкирской АССР (1944). Отличник здравоохранения СССР (1943). Кавалер ордена Ленина (1961).

## Награды
- орден Ленина (1961)[2];
- «Отличник здравоохранения СССР» (1943 год);
- медали «За победу над Германией» и «За доблестный труд в годы Великой Отечественной войны».

## Семья
Сын — Ф. И. Случевский, врач.

## Научные труды
- Психиатрия. — Л.: Медгиз, 1957;
- Современные вопросы военной психиатрии. — Л., 1962;
- Краткое пособие по невропатологии и психиатрии для военных врачей. — Уфа, 1942.